# Hadena umbrata
Hadena umbrata là một loài bướm đêm trong họ Noctuidae.